# 沿川村
沿川村（そいかわむら）は、かつて青森県にあった村。

## 沿革
- 1889年（明治22年）4月1日 - 町村制施行により北津軽郡常海橋村、五林平村、夕顔関村、館野越村、滝井村が合併し、沿川村が発足。
- 1955年（昭和30年）3月10日 - 北津軽郡板柳町、小阿弥村、南津軽郡畑岡村と合併し、板柳町を新設して消滅。

## 施設
- 沿川中学校
- 沿川第一小学校
- 沿川第二小学校